# Stefan Kornatz
Stefan Kornatz (* 1968 in Wattenscheid (heute Stadtteil von Bochum)) ist ein deutscher Filmregisseur und Drehbuchautor.

## Leben
Kornatz ist in Hamburg und Umgebung aufgewachsen. Nach einer Ausbildung in der Finanzverwaltung studierte er von 1990 bis 1995 Soziologie an der Universität Hamburg und an der Hochschule für Wirtschaft und Politik.
Während des Studiums arbeitete er als Filmvorführer im Hamburger Programmkino Abaton, hospitierte am Deutschen Schauspielhaus in Hamburg und assistierte am Berliner Ensemble unter der Leitung von Peter Zadek.
Kornatz arbeitete als Drehbuchlektor und ist seit 1998 als Drehbuchautor tätig. Von 2000 bis 2007 war er zudem Regieassistent bei Fernsehfilmen, bevor er 2006 mit seinem Kurzfilm Lebenswandel – See you at home selbst als Regisseur und Produzent debütierte.
Seit 2008 inszeniert Kornatz Spielfilme, oftmals nach eigenem Drehbuch, darunter das Beziehungsdrama Verhältnisse mit Devid Striesow, Nicolette Krebitz und Lars Eidinger sowie die Thriller-Groteske Das Ende einer Maus ist der Anfang einer Katze, die von einem Vollstreckungsbeamten (Hilmi Sözer) in der Provinz erzählt, der auf vertrackte Weise zwischen die Fronten von Gangstern, Provinzpolitik und Fiskus gerät.
Kritikerlob erntete Stefan Kornatz 2012 für seine Tatort-Episode Es ist Böse mit Nina Kunzendorf und Joachim Król als Kommissare. Dazu hieß es in der FAZ: „Der Frankfurter Tatort ‚Es ist Böse‘ ist ein Meisterstück und kaum zu ertragen. Er geht auf eine wahre Begebenheit zurück, auf einen Fall grausamer Morde an Prostituierten.“
Mit Mord auf Langeoog inszenierte Kornatz 2013 den zweiten Fall des NDR-Tatort Teams Falke/Lorenz (Wotan Wilke Möhring und Petra Schmidt-Schaller), der auf der titelgebenden Insel Langeoog spielt. Der Film war mit 10,74 Mio. Zuschauern (29,5 % MA) eine der erfolgreichsten Tatort-Sendungen des Jahres.
Kornatz ist Mitglied im Bundesverband Regie (BVR).
Er lebt in Berlin.

## Filmografie

### Als Regisseur
- 2006: Lebenswandel – See you at home[14]
- 2008: Sklaven und Herren[15][16]
- 2009: Verhältnisse[17]
- 2011: Das Ende einer Maus ist der Anfang einer Katze[18]
- 2011: Tatort: Es ist böse
- 2012: Kommissarin Lucas – Lovergirl
- 2012: Kommissarin Lucas – Bittere Pillen[19]
- 2013: Tatort: Mord auf Langeoog
- 2014: Tatort: Blutschuld[20]
- 2018: Polizeiruf 110: Der Fall Sikorska

### Als Drehbuchautor (Auswahl)
- 2006:  Lebenswandel (see you at home)
- 2009:  Verhältnisse
- 2011:  Das Ende einer Maus ist der Anfang einer Katze
- 2013:  Tatort: Mord auf Langeoog (Co-Autor: Max Eipp)
- 2014:  Tatort: Blutschuld